# Estação Ferroviária de Cacela
A estação ferroviária de Cacela (nome anteriormente grafado como "Cacella") é uma interface da Linha do Algarve, que serve a localidade de Vila Nova de Cacela, do Município de Vila Real de Santo António, em Portugal.

## Descrição

### Localização e acessos
Esta interface situa-se junto ao limite norte da área urbana da localidade nominal, tendo acesso pela Rua Dr. José Colaço Fernandes, do lado do edifício de passageiros, a sul da via, e pela Rua do Sol (= EM509), a norte, distando menos de meio quilómetro do centro da localidade (escola). Nestes mesmos arruamentos circula a carreira de transporte público rodoviário coletivo Vamus Algarve n.º 43, da responsabilidade de EVA Transportes, mas as paragens mais próximas situam-se respetivamente a 320 m e a 447 m.

### Infraestrutura
Esta interface apresenta apenas duas vias de circulação (I e II), respetivamente com 210 e 205 m de extensão e cada uma acessível por plataformas com respetivamente 110 e 128 m de comprimento e ambas com 685 mm de altura. O edifício de passageiros situa-se do lado sul da via (lado direito do sentido ascendente, a Vila Real de Santo António).

### Serviços
Em dados de 2023, esta interface é servida por comboios de passageiros da C.P. de tipo regional tipicamente com treze circulações diárias de Faro a Vila Real de Santo António e doze no sentido oposto.

## História

### Planeamento e inauguração
Em 1878, uma empresa britânica foi autorizada a construir um caminho de ferro ao longo das principais povoações do Algarve, que incluía um apeadeiro servindo a povoação de Cacela, mas este projecto acabou por ser cancelado em 1893, sem se terem iniciado as obras.

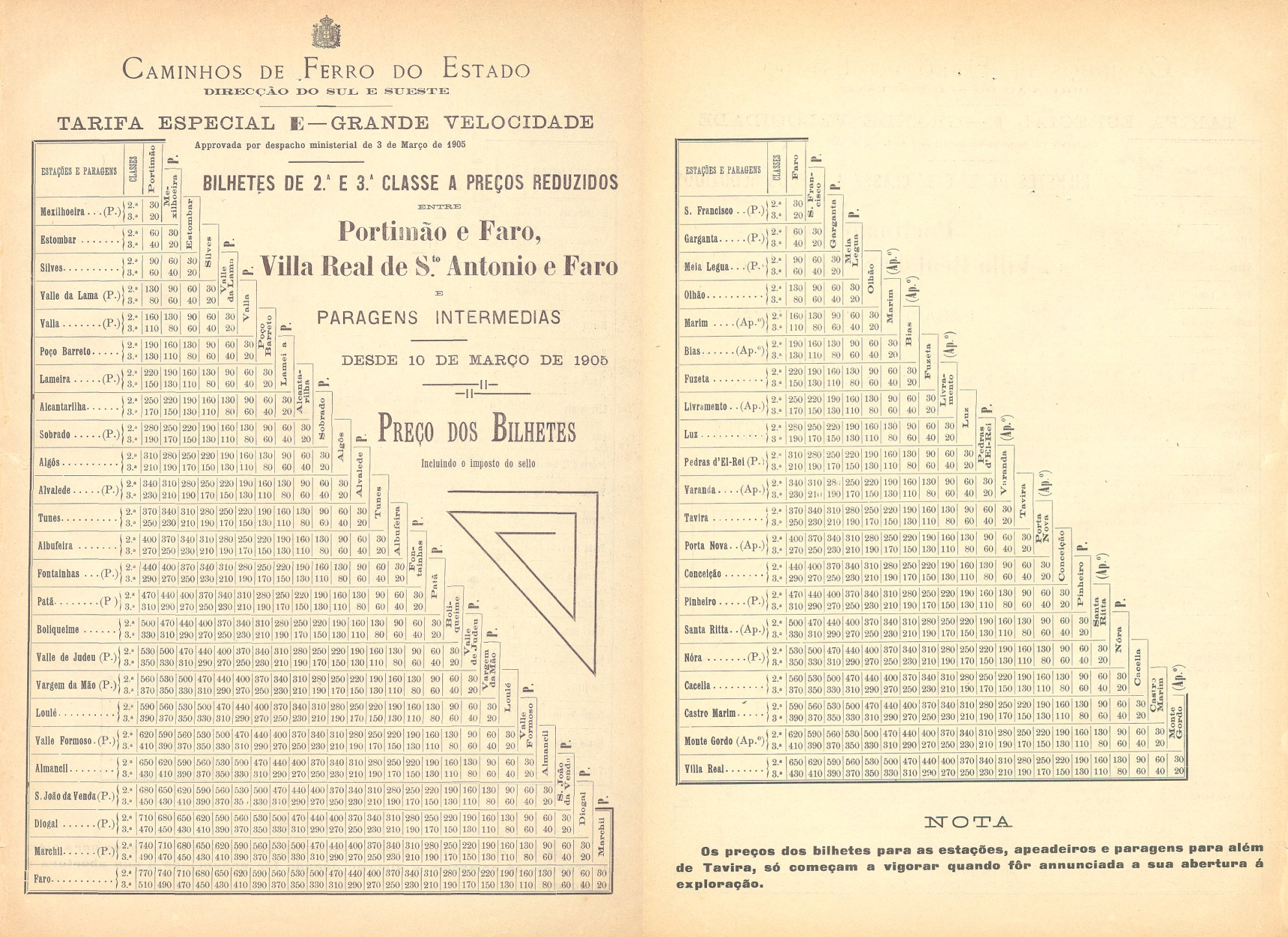
Aviso de 1905 dos Caminhos de Ferro do Estado, com os descontos na Linha do Algarve, incluindo a então ainda futura interface de Cacela, que aqui surge com o nome primitivo, Cacella.

Em 11 de Janeiro de 1905, realizou-se a arrematação para a terraplanagem e obras de arte no lanço entre as estações de Cacela e Vila Real de Santo António, que nessa altura era considerado como fazendo parte do Caminho de Ferro do Sul, com origem no Barreiro. Este lanço entrou ao serviço, em conjunto com o tramo de Tavira a Cacela a , em 14 de Abril de 1906.

### Movimento de passageiros e mercadorias
No século XX, esta foi uma das principais estações no Algarve que eram utilizadas como destino de veraneio. Manteve igualmente um constante movimento de passageiros com Faro e Tavira.
Em 1972, esta estação expedia, nos regimes de grande velocidade e pequenos volumes, hortaliças e frutas para Vila Nova de Gaia, principalmente citrinos, na Primavera e no Outono; também enviava polvo durante o Outono, e azeite em embalagens, para Setúbal e Lisboa. Recebeu, principalmente durante o Outono, adubos originários das instalações da Companhia União Fabril em Faro, palha, trigo de semente, e materiais de construção — especialmente cimento.

### Século XXI
Em Janeiro de 2011, esta gare contava com duas vias de circulação, cada uma com 262 m de comprimento, e duas plataformas, que contavam com 128 e 210 m de extensão, e 40 cm de altura — valores mais tarde alterados para os atuais.